# In the Summertime
In the Summertime foi o single de estreia da banda britânica Mungo Jerry, lançado originalmente em 1970 e foi um dos singles mais vendidos do mundo.
Como os próprios autores declararam a canção é no estilo skiffle e alcançou o terceiro lugar nas paradas dos Estados Unidos e, mesmo sendo um hit "velho" isto quer dizer que venceu o desafio do tempo, na opinião de Bill Holdship.
Foi a mais vendida canção sobre o verão, venceu cinco Ivor Novello Awards, foi a mais executada no ano de seu lançamento, estando no Reino Unido durante sete semanas seguidas no topo das mais executadas e vendeu trinta milhões de cópias.

## Letra
A composição foi do líder da banda, Ray Dorset. A longa letra da canção traz, segundo o crítico Bill Holdship, um título óbvio para falar do verão, e diz coisas como "Quando o tempo está bom, você tem mulheres, você tem mulheres em sua mente..." ou "Se o pai dela é rico, leve-a para jantar / Se o pai dela é pobre, faça o que você quiser" e "Não somos pessoas más, não somos sujos, não somos malvados / Amamos todos, mas fazemos o que queremos".

## Crítica
Holdship resume sua crítica dizendo que nem os Ramones vieram com uma letra tão "brilhantemente estúpida".